# Ortroyia grandiforceps
Ortroyia grandiforceps är en tvåvingeart som först beskrevs av Jean-Jacques Kieffer 1921.  Ortroyia grandiforceps ingår i släktet Ortroyia och familjen fjädermyggor.
Artens utbredningsområde är Polen. Inga underarter finns listade i Catalogue of Life.